# アルフィー/イーヴェッツ・レッドナウ
『アルフィー』 (Alfie Eivets Rednow) は1968年のスティーヴィー・ワンダーのアルバム。

## 特徴
現在に発表されているスティーヴィー・ワンダーのアルバムの中で、唯一のインストゥルメンタル・アルバムで、Stevie Wonderを逆に綴ったEivets Rednowというアーティスト名で制作されたアルバムである。
表題曲は、バート・バカラック/ハル・デビッド作の名曲であるが、商業的には成功せず、シングル「アルフィー」も話題とはならなかった。無意味なアレンジも目立つ曲も含まれているが、スティーヴィー・ワンダーの豊かな音楽性を示した作品として注目されるものでもあり、スティーヴィー自身は
と語っている。

## 収録曲
Side 1
1. "Alfie" (Burt Bacharach, Hal David) – 3:14　アルフィー
2. "More than a Dream" (Henry Cosby, Stevie Wonder) – 3:48　モア・ザン・ア・ドリーム
3. "A House Is Not a Home" (Burt Bacharach, Hal David) – 3:32　ア・ハウス・イズ・ナット・ア・ホーム
4. "How Can You Believe" (Stevie Wonder) – 3:04　ハウ・キャン・ユー・ビリーヴ
5. Medley: "Never My Love/Ask the Lonely" (Don Addrisi, Dick Addrisi/Ivy Jo Hunter, William "Mickey" Stevenson) – 2:30　ネバー・マイ・ラヴ/アスク・ザ・ロンリー

Side 2
1. "Ruby" (Mitchell Parish, Heinz Roemheld) – 6:48　ルビー
2. "Which Way the Wind" (Stevie Wonder) – 2:47　ウィッチ・ザ・ウェイ・ザ・ウィンド
3. "Bye Bye World" (Stevie Wonder) – 3:21　バイ・バイ・ワールド
4. "Grazin' in the Grass" (Philemon Hou) – 2:57　草原の輝き